# Salina (Kansas)
Salina város az USA Kansas államában, Saline megyében, melynek megyeszékhelye is. Lakosainak száma 46 889 fő (2020. április 1.).

## Népesség
A település népességének változása:

| 2010 | 47 707 |
| 2020 | 46 889 |